# Camptomyia hibisci
Camptomyia hibisci är en tvåvingeart som beskrevs av Ephraim Porter Felt 1926. Camptomyia hibisci ingår i släktet Camptomyia och familjen gallmyggor. Inga underarter finns listade i Catalogue of Life.